# Buffonellaria porcellana
Buffonellaria porcellana is een mosdiertjessoort uit de familie van de Celleporidae. De wetenschappelijke naam van de soort is voor het eerst geldig gepubliceerd in 1988 door Aristegui.